# Telica (vulkan)

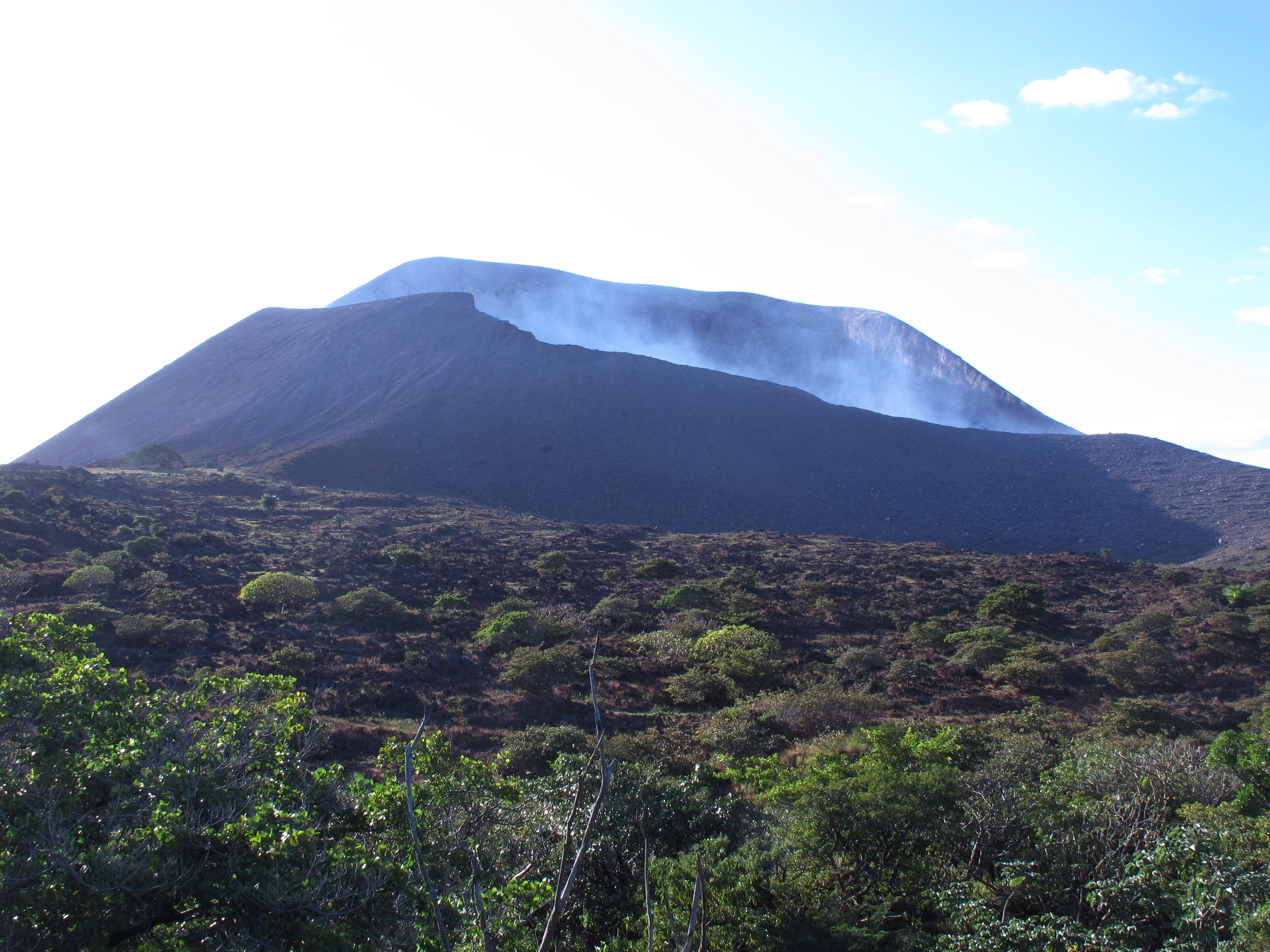
Vulkanens krater

Telica är en 1 061 meter hög stratovulkan i den vulkaniska bergskedjan Cordillera Los Maribios i västra Nicaragua. Den ligger i kommunen Telica. Telica är en av Nicaraguas mest aktiva vulkaner och den hade sitt senaste utbrott i maj 2016, med lavaflöde samt gas och aska som slungades 600 meter upp i luften. Vid vulkanens fot ligger varmvattenkällorna i San Jacinto, samt ett geotermiskt kraftverk.
Det tidigast historiskt belagda utbrotten skedde 1527 och 1529. Under de senaste 100 åren har Telica haft utbrott 1927, 1928, 1929, 1934, 1937, 1939, 1940, 1943, 1946, 1948, 1951, 1962, 1965, 1966, 1969, 1975, 1976, 1981, 1987, 1994, 1999, 2001, 2002, 2004, 2006, 2007, 2008, 2011, 2015 och 2016. 